# Simen Hegstad Krüger
Simen Hegstad Krüger (Hønefoss, 13 maart 1993) is een Noorse langlaufer. Hij vertegenwoordigde zijn vaderland op de Olympische Winterspelen 2018 in Pyeongchang.

## Carrière
Krüger maakte zijn wereldbekerdebuut in maart 2013 in Oslo. In december 2014 scoorde de Noor in Lillehammer zijn eerste wereldbekerpunten. Twee jaar later behaalde hij in Lillehammer zijn eerste toptienklassering in een wereldbekerwedstrijd. In januari 2017 stond Krüger in Toblach voor de eerste maal in zijn carrière op het podium van een wereldbekerwedstrijd. Op 16 december 2017 boekte de Noor in Toblach zijn eerste wereldbekerzege. Tijdens de Olympische Winterspelen van 2018 in veroverde hij de gouden medaille op de 30 kilometer skiatlon en de zilveren medaille op de 15 kilometer vrije stijl. Samen met Didrik Tønseth, Martin Johnsrud Sundby en Johannes Høsflot Klæbo werd hij olympisch kampioen op de 4x10 kilometer estafette.
Op de wereldkampioenschappen langlaufen 2019 in Seefeld eindigde Krüger als vijfde op de 50 kilometer vrije stijl. Op de wereldkampioenschappen langlaufen 2021 in Oberstdorf behaalde hij de zilveren medaille op zowel de 15 kilometer vrije stijl als de 30 kilometer skiatlon en de bronzen medaille op de 50 kilometer vrije stijl.

## Resultaten

### Olympische Winterspelen
| Jaar | Plaats      | Onderdeel                                              |
| ---- | ----------- | ------------------------------------------------------ |
| 2018 | Pyeongchang | 15 km vrije stijl · 30 km skiatlon · 4x10 km estafette |

### Wereldkampioenschappen
| Jaar | Plaats     | Resultaten                                                 |
| ---- | ---------- | ---------------------------------------------------------- |
| 2019 | Seefeld    | 5e 50 km vrije stijl                                       |
| 2021 | Oberstdorf | 15 km vrije stijl · 30 km skiatlon · 50 km klassieke stijl |

### Wereldbeker
| Legenda | Legenda            |
| ------- | ------------------ |
| TdS     | Tour de Ski        |
| NO      | Nordic Opening     |
| LT      | Lillehammer Triple |
| RT      | Ruka Triple        |
| WBF     | Wereldbekerfinale  |
| STC     | Ski Tour Canada    |
| ST      | Ski Tour           |

Eindklasseringen
| Seizoen   | Algm | DI    | SP  | TdS   |
| --------- | ---- | ----- | --- | ----- |
| 2014/2015 | 100e | 70e   | –   | –     |
| 2015/2016 | 69e  | 39e   | –   | –     |
| 2016/2017 | 17e  | 15e   | 81e | 8e    |
| 2017/2018 | 14e  | 8e    | –   | –     |
| 2018/2019 | 4e   | 4e    | 47e | Brons |
| 2019/2020 | 4e   | 4e    | 29e | 5e    |
| 2020/2021 | 16e  | Brons | –   | –     |

Wereldbekerzeges individueel
| Nr. | Datum            | Plaats        | Onderdeel                           |
| --- | ---------------- | ------------- | ----------------------------------- |
| 1.  | 16 december 2017 | Toblach       | 15 km vrije stijl                   |
| 2.  | 15 december 2019 | Davos         | 15 km vrije stijl                   |
| 3.  | 5 januari 2020   | Val di Fiemme | 10 km vrije stijl (massastart) TdS  |
| 4.  | 14 maart 2021    | Engadin       | 50 km vrije stijl (handicapstart)   |
| 5.  | 4 december 2021  | Lillehammer   | 15 km vrije stijl                   |
| 6.  | 18 december 2022 | Davos         | 20 km vrije stijl                   |
| 7.  | 8 januari 2023   | Val di Fiemme | 10 km vrije stijl (massastart)) TdS |

Wereldbekerzeges team
| Nr. | Datum           | Plaats      | Onderdeel            | Teamgenoten               |
| --- | --------------- | ----------- | -------------------- | ------------------------- |
| 1.  | 22 januari 2017 | Ulricehamn  | 4 × 7,5 km estafette | Sundby / Gløersen / Krogh |
| 2.  | 24 januari 2021 | Lahti       | 4 × 7,5 km estafette | Golberg / Iversen / Røthe |
| 3.  | 5 december 2021 | Lillehammer | 4 × 7,5 km estafette | Valnes / Iversen / Klæbo  |

### Overige resultaten
| Nr.           | Datum         | Plaats        | Wedstrijd            | Onderdeel                      |
| Overwinningen | Overwinningen | Overwinningen | Overwinningen        | Overwinningen                  |
| ------------- | ------------- | ------------- | -------------------- | ------------------------------ |
| 1.            | 9 april 2022  | Hafjell       | Red Bull Janteloppet | 20 km vrije stijl (massastart) |
| 3e plaatsen   |               |               |                      |                                |
| 1.            | 12 april 2019 | Hafjell       | Red Bull Janteloppet | 30 km vrije stijl (massastart) |

### Marathons
Overige marathonzeges
| Nr. | Datum         | Plaats         | Marathon     | Onderdeel                      |
| --- | ------------- | -------------- | ------------ | ------------------------------ |
| 1.  | 27 april 2019 | Finse–Ustaoset | Skarverennet | 37 km vrije stijl (massastart) |
| 2.  | 23 april 2022 | Finse–Ustaoset | Skarverennet | 37 km vrije stijl (massastart) |